# Morfolin
Morfolin (1-oxa-4-azacyklohexan nebo 1,4-oxazinan) je heterocyklická organická sloučenina obsahující aminovou a etherovou funkční skupinu. Díky aminu je zásadou; její konjugovaná kyselina se nazývá morfolinium. Příkladem neutralizace morfolinu je reakce s kyselinou chlorovodíkovou, čímž vzniká sůl morfoliniumchlorid.

## Výroba
Morfolin může být připraven dehydratací diethanolaminu kyselinou sírovou.